# Connor Murphy (triplista)
Connor Murphy (22 ottobre 2001) è un triplista australiano.

## Biografia
Figlio del triplista olimpionico, e suo allenatore, Andrew Murphy, nel 2019 partecipa al suo primo campionato internazionale, quello oceaniano under 20, dove conquista la medaglia d'argento nel salto triplo. 
Nel 2023 è medaglia d'oro, sempre nel salto triplo, ai Giochi del Pacifico, mentre l'anno successivo, dopo essersi diplomato campione australiano assoluto, ottiene la medaglia di bronzo ai campionati oceaniani di Suva 2024.

## Progressione

### Salto triplo
| Stagione | Misura  | Luogo     | Data      | Rank. Mond. |
| -------- | ------- | --------- | --------- | ----------- |
| 2024     | 16,82 m | Melbourne | 15-2-2024 |             |
| 2023     | 16,61 m | Brisbane  | 1-4-2023  | 60º         |
| 2022     | 15,81 m | Sydney    | 1-4-2022  | 254º        |
| 2021     | 16,22 m | Sydney    | 17-4-2021 | 119º        |
| 2020     | 15,68 m | Melbourne | 6-2-2020  | 281º        |
| 2019     | 15,35 m | Glendale  | 25-1-2019 | 615º        |
| 2018     | 15,08 m | Cairns    | 8-12-2018 | 867º        |
| 2017     | 14,48 m | Adelaide  | 9-12-2017 | –           |
| 2016     | 14,03 m | Canberra  | 3-12-2016 | –           |

## Palmarès
| Anno | Manifestazione               | Sede       | Evento       | Risultato | Prestazione | Note |
| ---- | ---------------------------- | ---------- | ------------ | --------- | ----------- | ---- |
| 2019 | Campionati oceaniani U20     | Townsville | Salto triplo | Argento   | 15,01 m     |      |
| 2023 | Giochi del Pacifico          | Honiara    | Salto triplo | Oro       | 16,85 m     |      |
| 2024 | Campionati oceaniani         | Suva       | Salto triplo | Bronzo    | 16,08 m     |      |
| 2024 | Giochi olimpici              | Parigi     | Salto triplo | 12º       | 16,30 m     |      |
| 2025 | Giochi mondiali universitari | Reno-Ruhr  | Salto triplo | Oro       | 16,77 m     |      |

## Campionati nazionali
- 1 volta campione australiano assoluto del salto triplo (2024)

2018
- 8º ai campionati australiani assoluti, salto triplo - 14,45 m

2021
- Argento ai campionati australiani assoluti, salto triplo - 16,22 m

2022
- 6º ai campionati australiani assoluti, salto triplo - 16,05 m

2023
- Argento ai campionati australiani assoluti, salto triplo - 16,61 m

2024
- Oro ai campionati australiani assoluti, salto triplo - 16,41 m